# Pyrrhopteryx
Pyrrhopteryx é um gênero de traça pertencente à família Arctiidae.